# رادار تصویربرداری فضابرد

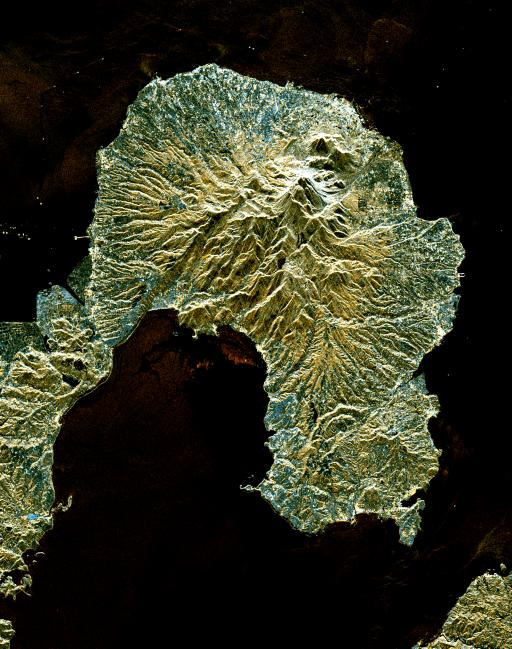
تصویر فضابرد رادار از آتشفشان آنزن گرفته‌شده از شاتل فضایی، ۱۵ آوریل ۱۹۹۴

رادار تصویربرداری فضابرد (انگلیسی: Spaceborne Imaging Radar) به اختصار SIR نامیده می‌شود، یک رادار دهانه ترکیبی (SAR) است که در سال ۱۹۹۴ بر روی فضاپیمای اندور و اس‌تی‌اس-۶۸ نصب گردید. این رادار توسط آزمایشگاه رادار فضایی ناسا راه‌اندازی شد و دارای ۳ فرکانس رادار در طول موج ۲۴ سانتی‌متر، باند سی (۶ سانتی‌متر) و باند ایکس (۳ سانتی‌متر) است که به آن امکان انجام مطالعات زمین‌شناسی، آب‌شناسی، بوم‌شناسی و اقیانوس‌نگاری را می‌دهد. مقایسه داده‌های رادار با داده‌های گردآوری شده توسط گروهی از محققان بر روی زمین و نیز با هواپیما و کشتی با اندازه‌گیری همزمان پوشش گیاهی، رطوبت خاک، وضعیت دریا، برف و شرایط آب و هوایی در هر پرواز صورت می‌گیرد.
مأموریت رادار تصویربرداری فضابرد وجود کانال‌های رودخانه‌ای پنهان در صحرای بزرگ آفریقا را آشکار ساخت که نشان‌دهنده تغییر اقلیم در گذشته‌است. رادار تصویربرداری فضابرد در تحقیقات آتشفشان‌شناسی با تصویربرداری ماهواره‌ای از محیط‌های دور از دسترس و خطرناک به پژوهشگران کمک می‌کند. از این رادار در تهیه نقشه‌های تفصیلی سه‌بعدی از سطح زمین نیز استفاده می‌شود.